# Мерішор (Ковасна)
Мерішор (рум. Merișor) — село у повіті Ковасна в Румунії. Входить до складу комуни Сіта-Бузеулуй.
Село розташоване на відстані 131 км на північ від Бухареста, 35 км на південний схід від Сфинту-Георге, 36 км на схід від Брашова.